# Richard France
Ne doit pas être confondu avec RT France.
Richard Thomas France, né le 2 avril 1938 à Londonderry (Irlande du Nord) et mort le 10 février 2012 à Llangelynnin (pays de Galles), est un spécialiste du Nouveau Testament et recteur anglican. Il a été directeur du Wycliffe Hall à Oxford, de 1989 à 1995 et a également travaillé pour la London School of Theology. 

## Biographie
Richard Thomas France fait ses études à la Grammar School de Bradford et au Balliol College d'Oxford (MA). Il obtient son BD (Bachelor of Divinity, c'est dire diplôme universitaire de théologie) à l'université de Londres et son doctorat à l'université de Bristol. Il exerce ensuite les fonctions de vicaire à Cambridge, puis il est : 
- Maître de conférences en études bibliques à l'université Obafemi-Awolowo (1969-1973)
- Bibliothécaire à la Tyndale House de Cambridge (1973-1976)
- Maître de conférences en sciences religieuses à l'université Ahmadu Bello (1976-1977)
- Directeur de la Tyndale House (1978-1981)
- Maître de conférences (1981-1988), vice-principal (1983-1988) au London Bible College
- Directeur du Wycliffe Hall à Oxford (1989-1995)
- Research Fellow honoraire à l'université de Bangor au pays de Galles

## Quelques publications
- Jesus and the Old Testament, 1982
- The Evidence for Jesus, London, Hodder & Stoughton, 1986  (ISBN 0340381728)
- Le Tyndale New Testament Commentaries, volume sur Matthieu, 1987  (ISBN 0802800637)
- Divine Government: God's Kingship in the Gospel of Mark Regent College Publishing, 2003  (ISBN 1573832448)
- Matthew: Evangelist and Teacher, 2004  (ISBN 1592449360)
- The Gospel of Matthew, in the New International Commentary on the New Testament, Grand Rapids, Eerdmans, 2007  (ISBN 080282501X)
- Le Doubleday Bible Commentary, volume sur Marc
- The Gospel of Mark, dans la New International Greek Testament Commentary series

Il est également corédacteur de The New Bible Commentary, 21st-Century Edition